# Championnat de France féminin de handball 2009-2010
Navigation
Division 1F 2008-2009 Division 1F 2010-2011
Le championnat de France féminin de handball 2009-2010 est la cinquante-huitième édition de cette compétition. Le championnat de Division 1 de handball est le plus haut niveau du championnat de France de ce sport. Dix clubs participent à cette édition de la compétition. 
À l'issue de la saison régulière, le Metz Handball, tenant du titre, est en tête de classement, mais ceux-ci sont battus en demi-finale des Play-offs par le Toulon Saint-Cyr Var Handball, cinquième de la saison régulière. Finalement, après avoir battu Le Havre AC en finale, Toulon Saint-Cyr Var Handball est désigné champion de France pour la première fois.

## Clubs du championnat
Légende des couleurs
- Champion de France et qualifié pour la Ligue des champions 2009-2010
- Qualifié pour la Coupe d'Europe des vainqueurs de coupe 2009-2010
- Qualifié pour la Coupe EHF 2009-2010
- Qualifié pour la Coupe Challenge 2009-2010
- Promu de deuxième division

| Club                      | 2008-2009 | Entraîneur          | Entraîneur | Salles                                                 | Capacité |
| ------------------------- | --------- | ------------------- | ---------- | ------------------------------------------------------ | -------- |
| Metz Handball             | 1er       | Bertrand François   |            | Palais omnisports Les Arènes                           | 5000     |
| Le Havre AC Handball      | 2e        | Frédéric Bougeant   |            | Docks Océane                                           | 3600     |
| HBC Nîmes                 | 3e        | Manuela Ilie        | /          | Le Parnasse                                            | 3391     |
| US Mios-Biganos           | 5e        | Emmanuel Mayonnade  |            | La Verrerie                                            | 400      |
| Cercle Dijon Bourgogne    | 7e        | Elena Groposila     | /          | Palais des sports Jean-Michel-Geoffroy                 | 3700     |
| CJF Fleury Loiret         | 8e        | Christophe Maréchal |            | Salle Albert Auger Palais des sports                   | 800 2500 |
| SC Angoulême              | 9e        | Daniela Petkovic    | ?          | Salle omnisports de la Grand Font                      | 560      |
| Toulon Saint-Cyr VHB      | 10e       | Thierry Vincent     |            | Gymnase de Vert Coteau Palais des sports Jauréguiberry | 600 4350 |
| Arvor 29-Pays de Brest    | 11e       | Laurent Bezeau      |            | Espace Kerjézéquel                                     | 1000     |
| Toulouse Féminin Handball | 2e D2     | Olivier Orfèvres    |            | Palais des Sports                                      | 4500     |

Remarques :
- Issy Paris Hand et Besançon, respectivement 4e et 6e de première division sont rétrogradés pour des raisons économiques, mais restent néanmoins qualifiés pour la coupe Challenge 2009-2010
- champion de deuxième division et théoriquement promu, le Mérignac Handball n'est pas autorisé à accéder à la 1re division pour des raisons économiques

## Saison régulière
Au terme des 18 rencontres aller-retour, les deux premiers se verront directement qualifiés pour les demi-finales, alors que les quatre équipes suivantes disputeront des « quarts de finale ». La 3e face à la 6e et la 4e contre la 5e. Suivent des demi-finales et la finale. Le vainqueur de cette dernière étant honoré du titre de champion de France de handball féminin. Toutes les rencontres se disputeront par matchs aller retour.
 Cette formule fait débat dans la mesure où, contrairement aux play-offs en basket et en volley-ball qui se disputent en deux manches gagnantes, elle ne donne pas de réel avantage du terrain à l'équipe arrivée en tête lors de la saison régulière.
Les équipes classées aux 7e, 8e, 9e et 10e places se disputeront une sorte de mini-championnat à quatre, la 7e partira avec trois points, la 8e avec deux, la 9e avec un et la dernière avec zéro. Au terme de ce championnat, le dernier club sera relégué en Division 2 où les trois premiers gagneront leur place parmi l’élite.

### Classement
|    | Équipe                        | Pts   | J  | G  | N | P  | Bp  | Bc  | Diff |
| -- | ----------------------------- | ----- | -- | -- | - | -- | --- | --- | ---- |
| 1  | Metz Handball (T)(L)(C)       | 51    | 18 | 16 | 1 | 1  | 536 | 418 | 118  |
| 2  | Le Havre AC                   | 45-1  | 18 | 13 | 2 | 3  | 479 | 410 | 69   |
| 3  | US Mios-Biganos               | 40    | 18 | 11 | 0 | 7  | 548 | 570 | -22  |
| 4  | HBC Nîmes                     | 40    | 18 | 10 | 2 | 6  | 501 | 485 | 16   |
| 5  | Toulon Saint-Cyr Var Handball | 34    | 18 | 7  | 2 | 9  | 521 | 504 | 17   |
| 6  | Cercle Dijon Bourgogne        | 33    | 18 | 7  | 1 | 10 | 465 | 445 | 20   |
| 7  | CJF Fleury-Les-Aubrais        | 29    | 18 | 5  | 1 | 12 | 507 | 517 | -10  |
| 8  | Toulouse Féminin Handball (P) | 27-10 | 18 | 9  | 1 | 8  | 482 | 516 | -34  |
| 9  | Handball féminin Arvor 29     | 26-2  | 18 | 5  | 0 | 13 | 443 | 523 | -80  |
| 10 | SC Angoulême                  | 22    | 18 | 2  | 0 | 16 | 432 | 526 | -94  |

|     | Qualifié pour les Play-offs       |
|     | Qualifié pour les Play-downs      |
| (T) | Tenant du titre 2009              |
| (P) | Promu de Division 2               |
| (C) | Vainqueur de la Coupe de France   |
| (L) | Vainqueur de la Coupe de la Ligue |
| -1  | Point(s) de pénalité              |

1. ↑  Le Havre a été pénalisé d'un match perdu sur tapis vert (à Dijon).
2. ↑  Toulouse a été pénalisé de 10 points de pénalités pour non-conformité dans le statut de son entraîneur.
3. ↑  Arvor a été pénalisé de deux matchs perdus sur tapis vert (à Dijon et contre Angoulême).

### Résultats
| Résultats (dom.\ext.)                                      | ANG   | ARV   | DIJ   | FLE   | LEH   | MET   | MIO   | NÎM   | TSC   | TFH   |
| SC Angoulême                                               |       | 29-25 | 27-33 | 24-26 | 21-31 | 21-27 | 27-32 | 25-31 | 33-38 | 28-34 |
| Arvor                                                      | 0-20  |       | 31-25 | 31-32 | 18-27 | 26-38 | 29-30 | 27-28 | 33-31 | 31-35 |
| Dijon                                                      | 32-18 | 20-0  |       | 30-29 | 20-0  | 26-26 | 33-24 | 26-27 | 26-25 | 27-28 |
| Fleury                                                     | 33-24 | 29-30 | 36-28 |       | 16-21 | 22-28 | 38-39 | 39-28 | 27-32 | 28-29 |
| Le Havre                                                   | 31-20 | 32-22 | 29-23 | 29-26 |       | 25-27 | 27-25 | 28-24 | 32-27 | 29-21 |
| Metz                                                       | 34-13 | 25-22 | 29-23 | 25-20 | 27-22 |       | 37-22 | 31-25 | 29-27 | 38-20 |
| Mios-Biganos                                               | 27-24 | 37-34 | 33-27 | 32-30 | 27-40 | 33-39 |       | 34-27 | 29-28 | 32-29 |
| HBC Nîmes                                                  | 28-27 | 23-25 | 25-21 | 35-25 | 29-29 | 21-17 | 36-31 |       | 34-24 | 24-24 |
| Toulon St-Cyr                                              | 30-23 | 37-29 | 37-25 | 29-29 | 20-20 | 23-25 | 29-31 | 27-25 |       | 32-24 |
| Toulouse                                                   | 34-28 | 25-30 | 21-20 | 23-22 | 17-27 | 27-34 | 36-30 | 25-31 | 30-25 |       |
| - Victoire à domicile - Match nul - Victoire à l'extérieur |       |       |       |       |       |       |       |       |       |       |

## Phase finale

### Play-offs
|  | Quarts de finale       | Quarts de finale    |                       |                        | Demi-finales            | Demi-finales            |  |  | Finale          | Finale          |
|  | Quarts de finale       | Quarts de finale    |                       |                        | Demi-finales            | Demi-finales            |  |  | Finale          | Finale          |
|  |                        |                     |                       |                        |                         |                         |  |  |                 |                 |
|  | 7 - 11 avril 2010      | 7 - 11 avril 2010   |                       |                        | 28 avril - 1er mai 2010 | 28 avril - 1er mai 2010 |  |  | 8 - 16 mai 2010 | 8 - 16 mai 2010 |
|  | 7 - 11 avril 2010      | 7 - 11 avril 2010   |                       |                        | 28 avril - 1er mai 2010 | 28 avril - 1er mai 2010 |  |  | 8 - 16 mai 2010 | 8 - 16 mai 2010 |
|  | 7 - 11 avril 2010      | 7 - 11 avril 2010   | [1] Metz              | 18 + 29 = 47           |                         |                         |  |  | 8 - 16 mai 2010 | 8 - 16 mai 2010 |
|  | [4] HBC Nîmes          | 24 + 30 = 54        | [1] Metz              | 18 + 29 = 47           |                         |                         |  |  | 8 - 16 mai 2010 | 8 - 16 mai 2010 |
|  | [4] HBC Nîmes          | 24 + 30 = 54        | [5] Toulon-Saint-Cyr  | 20 + 29 = 49           |                         |                         |  |  | 8 - 16 mai 2010 | 8 - 16 mai 2010 |
|  | [5] Toulon-Saint-Cyr   | 32 + 28 = 60        | [5] Toulon-Saint-Cyr  | 20 + 29 = 49           |                         |                         |  |  | 8 - 16 mai 2010 | 8 - 16 mai 2010 |
|  | [5] Toulon-Saint-Cyr   | 32 + 28 = 60        | 28 avril - 2 mai 2010 | 28 avril - 2 mai 2010  | [5] Toulon-Saint-Cyr    | 27 + 25 = 52            |  |  |                 |                 |
|  | 7 - 10 avril 2010      |                     | 28 avril - 2 mai 2010 | 28 avril - 2 mai 2010  | [5] Toulon-Saint-Cyr    | 27 + 25 = 52            |  |  |                 |                 |
|  |                        | [2] Le Havre        | 28 avril - 2 mai 2010 | 28 avril - 2 mai 2010  | 22 + 25 = 47            |                         |  |  |                 |                 |
|  | [3] US Mios-Biganos    | [2] Le Havre        | 28 avril - 2 mai 2010 | 28 avril - 2 mai 2010  | 22 + 25 = 47            | 26 + 34 = 60            |  |  |                 |                 |
|  | [3] US Mios-Biganos    | [2] Le Havre        | 23 + 27 = 50          |                        |                         | 26 + 34 = 60            |  |  |                 |                 |
|  | [6] Dijon              | [2] Le Havre        | 23 + 27 = 50          | 20 + 30 = 50           |                         |                         |  |  |                 |                 |
|  | [6] Dijon              | [3] US Mios-Biganos | 23 + 26 = 49          | 20 + 30 = 50           |                         |                         |  |  |                 |                 |
|  |                        | [3] US Mios-Biganos | 23 + 26 = 49          | Match pour la 3e place |                         |                         |  |  |                 |                 |
|  | Match pour la 5e place |                     |                       |                        |                         |                         |  |  |                 |                 |
|  | 8 - 16 mai 2010        | 8 - 16 mai 2010     | 9 - 16 mai 2010       | 9 - 16 mai 2010        |                         |                         |  |  |                 |                 |
|  | 8 - 16 mai 2010        | 8 - 16 mai 2010     | 9 - 16 mai 2010       | 9 - 16 mai 2010        |                         |                         |  |  |                 |                 |
|  | [4] HBC Nîmes          | 14 + 38 = 52        | [1] Metz              | 34 + 33 = 67           |                         |                         |  |  |                 |                 |
|  | [4] HBC Nîmes          | 14 + 38 = 52        | [1] Metz              | 34 + 33 = 67           |                         |                         |  |  |                 |                 |
|  | [6] Dijon              | 18 + 29 = 47        | [3] US Mios-Biganos   | 26 + 25 = 51           |                         |                         |  |  |                 |                 |
|  | [6] Dijon              | 18 + 29 = 47        | [3] US Mios-Biganos   | 26 + 25 = 51           |                         |                         |  |  |                 |                 |

### Play-downs
Classement
|   | Équipe                        | Pts | J | G | N | P | Bp  | Bc  | Diff |
| - | ----------------------------- | --- | - | - | - | - | --- | --- | ---- |
| 1 | Arvor-Pays de Brest           | 16  | 6 | 3 | 3 | 0 | 182 | 164 | 18   |
| 2 | Toulouse Féminin Handball (P) | 16  | 6 | 3 | 2 | 1 | 174 | 165 | 9    |
| 3 | CJF Fleury-Les-Aubrais        | 14  | 6 | 2 | 1 | 3 | 172 | 182 | -10  |
| 4 | SC Angoulême                  | 8   | 6 | 1 | 0 | 5 | 170 | 185 | -15  |

Résultats
| Résultats (dom.\ext.)                                      | ANG   | ARV   | FLE   | TFH   |
| Angoulême                                                  |       | 28-30 | 31-36 | 34-24 |
| Arvor                                                      | 30-21 |       | 33-26 | 27-27 |
| Fleury                                                     | 33-29 | 31-31 |       | 25-27 |
| Toulouse                                                   | 32-27 | 31-31 | 33-21 |       |
| - Victoire à domicile - Match nul - Victoire à l'extérieur |       |       |       |       |

## Classement final
| Rang | Club                          | Saison rég. |
| ---- | ----------------------------- | ----------- |
| 1er  | Toulon Saint-Cyr Var Handball | 5e          |
| 2e   | Le Havre AC Handball          | 2e          |
| 3e   | Metz Handball (T)(L)(C)       | 1er         |
| 4e   | US Mios-Biganos               | 3e          |
| 5e   | HBC Nîmes                     | 4e          |
| 6e   | Cercle Dijon Bourgogne        | 6e          |
| 7e   | Handball féminin Arvor 29     | 9e          |
| 8e   | Toulouse Féminin Handball (P) | 8e          |
| 9e   | CJF Fleury-Les-Aubrais        | 7e          |
| 10e  | SC Angoulême                  | 10e         |

|     | Champion de France de D1 2009-2010. |
|     | Relégation Division 2.              |
| (T) | Tenant du titre 2009                |
| (P) | Promu 2009                          |
| (C) | Vainqueur de la Coupe de France     |
| (L) | Vainqueur de la Coupe de la Ligue   |

## Statistiques et récompenses

### Statistiques
| Rang | Joueuse                 | Club             | Buts | Champ | Jet de 7m | Matchs | Ratio |
| ---- | ----------------------- | ---------------- | ---- | ----- | --------- | ------ | ----- |
| 1    | Adeline Gaschet         | SC Angoulême     | 139  | 88    | 51        | 17     | 8,18  |
| 2    | Stéphanie Fiossonangaye | Dijon            | 124  | 76    | 48        | 17     | 7,29  |
| 3    | Julija Portjanko        | Arvor 29         | 103  | 76    | 27        | 15     | 6,87  |
| 4    | Christiane Mwasesa      | Toulon Saint-Cyr | 98   | 98    | -         | 17     | 5,76  |
| 5    | Biljana Filipović       | CJF Fleury       | 95   | 68    | 27        | 17     | 5,59  |
| 6    | Siraba Dembélé          | Toulon Saint-Cyr | 90   | 90    | -         | 18     | 5,00  |
| 7    | Jennie Florin           | HBC Nîmes        | 89   | 44    | 45        | 16     | 5,56  |
| 8    | Sophie Herbrecht        | Toulouse         | 83   | 67    | 16        | 16     | 5,19  |
| 9    | Ines Khouildi           | US Mios-Biganos  | 79   | 73    | 6         | 13     | 6,08  |
| 10   | Aurèle Itoua-Atsono     | Arvor 29         | 79   | 56    | 23        | 16     | 4,94  |

Ce classement officiel ne tient pas compte des matchs en coupe de la Ligue, ni en coupe de France et ni en phase finale (playoffs/playdowns)
- Meilleure passeuse : Myriam Borg-Korfanty (US Mios-Biganos) avec 28 passes (2,33 par match)
- Meilleure gardienne (statistiques) : Darly Zoqbi de Paula (Le Havre AC) avec 162 arrêts (44,02 %)

### Récompenses
À l'issue du championnat de France, les récompenses suivantes ont été décernées à la Nuit des Étoiles 2010, :
- Meilleure joueuse française : Amandine Leynaud (Metz Handball)
- Meilleure joueuse étrangère : Karolina Siódmiak (Le Havre AC)
- Meilleur entraîneur : Emmanuel Mayonnade (US Mios-Biganos)
- Révélation de l'année : Koumba Cissé (CJF Fleury-Les-Aubrais)
- Meilleure gardienne : Amandine Leynaud (Metz Handball)
- Meilleure ailière gauche : Siraba Dembélé (Toulon Saint-Cyr Var Handball)
- Meilleure arrière gauche : Christianne Mwasesa (Toulon Saint-Cyr Var Handball)
- Meilleure demi-centre : Karolina Siódmiak (Le Havre AC)
- Meilleure pivot : Claudine Mendy (Le Havre AC)
- Meilleure arrière droite : Camille Ayglon (Metz Handball)
- Meilleure ailière droite: Katty Piejos (Metz Handball)

À noter qu'un prix spécial (« l'Étoile d’Or ») a été décerné à Isabelle Wendling (Metz Handball) pour l’ensemble de sa carrière.